# King's Lynn
King's Lynn é uma cidade portuária localizada em Norfolk, na Inglaterra.  Em a cidade é um velho armazém que era a propriedade da Liga Hanseática.

## Gallery

King's Lynn
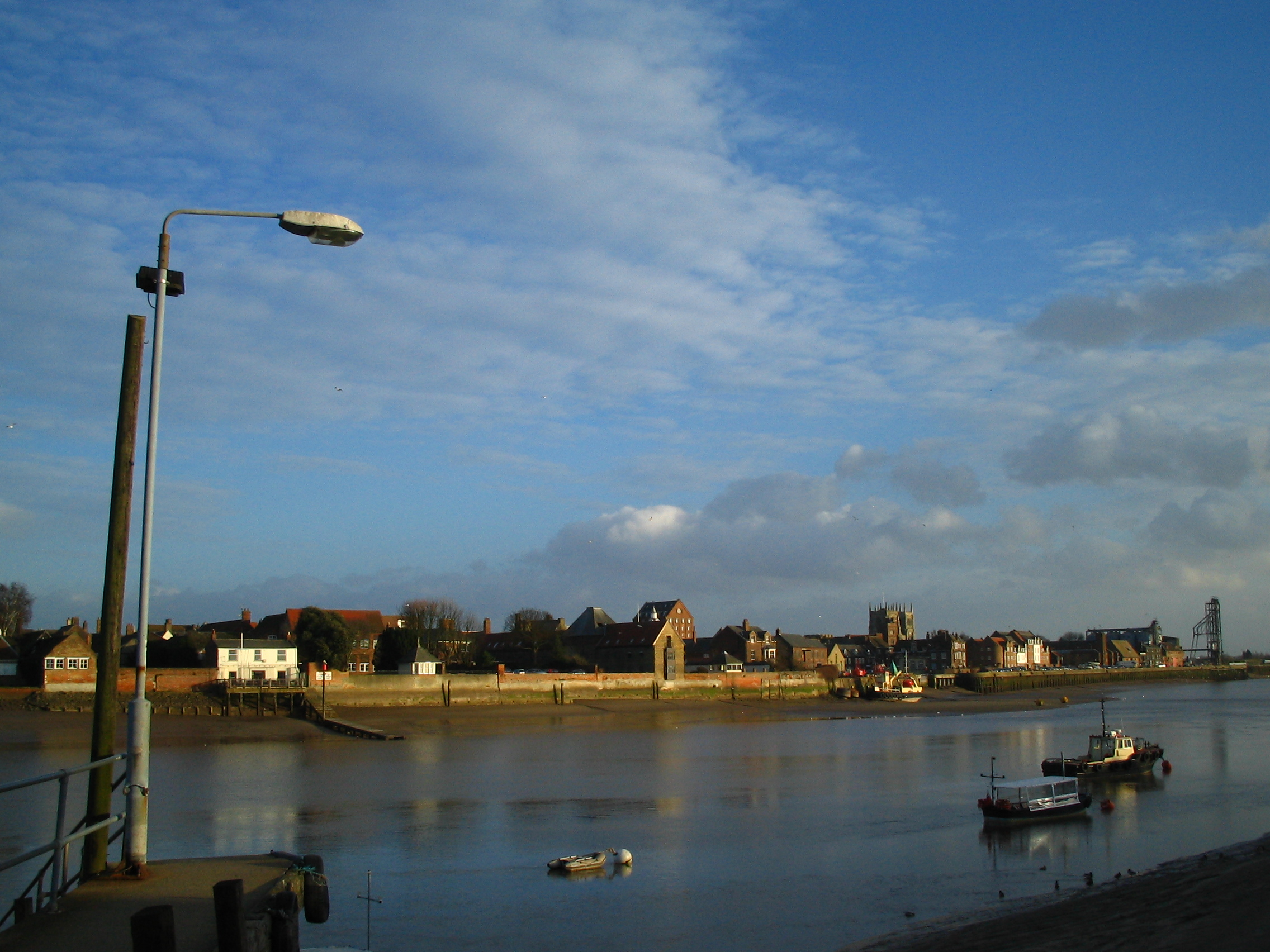
King's Lynn